# Cristina Carp
Cristina Carp (n. 28 iulie 1997, Tecuci, Galați, România) este o fotbalistă română.

## Carieră
Carp a fost selecționată la echipa națională a României, cu care a jucat în ciclul de calificare pentru Cupa Mondială de Fotbal Feminin din 2019⁠(d).